# Künstlicher Verkehrsstau
Ein Künstlicher Verkehrsstau (Künstlicher Stau) ist eine von der Polizei absichtsvoll herbeigeführte Verlangsamung oder vollständige Unterbrechung des Verkehrsflusses auf einer Straße. Die Polizei greift dabei in den Verkehr ein und zwingt die Verkehrsteilnehmer zum Bremsen oder zum vollständigen Stillstand.  Dieses Vorgehen stand immer wieder in der Kritik.

## Vorgehen und Nutzen
Zum Herbeiführen eines künstlichen Staus wird der Verkehr ausgebremst. Hierbei fährt die Polizei mit Rundumkennleuchte mit vermindertem Tempo vor dem Verkehr um diesen zu verlangsamen. Die Geschwindigkeit wird immer weiter verringert bis zum vollständigen Stillstand, sofern dies erforderlich ist. In einigen Fällen wird der Verkehr nur verlangsamt, was aber auch zum Stillstand führen kann. Häufig werden künstliche Staus erzeugt, um auf der Fahrbahn liegende Fahrzeugteile gefahrlos zu entfernen. Auch zum Absichern einer Unfallstelle oder bei der Begleitung von Schwertransporten kann ein künstlicher Verkehrsstau erzeugt werden.
Das Verfahren wurde in einem Fall in Bayern im Jahr 2003 angewendet, um einen flüchtigen Straftäter auf der Autobahn aufzuhalten. Der Verfolgte raste ungebremst ins Stauende. Danach wurde diskutiert, ob die Polizei unbeteiligte Verkehrsteilnehmer auf diese Weise gefährden durfte.